# Литвинов, Максим Максимович
Макси́м Макси́мович Литви́нов (имя при рождении Меер-Генох Моисеевич Валлах; 5 [17] июля 1876, Белосток, Гродненская губерния, Российская империя — 31 декабря 1951, Москва, РСФСР, СССР) — советский революционер, дипломат и государственный деятель, народный комиссар по иностранным делам СССР (1930—1939).
Член ЦИК СССР 2—7 созывов, депутат Верховного Совета СССР 1—2 созывов. Член ЦК ВКП(б) (1934—1941).

## Начало революционной деятельности
Родился в семье еврейского торговца. Учился в хедере, а затем в Белостокском реальном училище. Окончив в 1893 году училище, поступил вольноопределяющимся в армию, служил пять лет в Баку в составе 17-го Кавказского пехотного полка.

### В партии большевиков
После демобилизации в 1898 году работал бухгалтером в Клинцах, затем управляющим на сахарном заводе в Киеве.

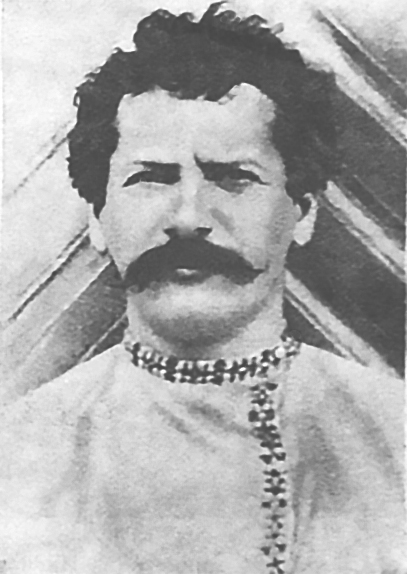
М. М. Литвинов. 1902

В 1898 году Литвинов вступил в РСДРП; в 1900 году — член Киевского комитета РСДРП. Наладил работу подпольной типографии, в которой печатались революционные брошюры и листовки. В 1901 году арестован, в 1902 году — один из организаторов и участников побега 11 «искровцев» из Лукьяновской тюрьмы Киева.
Эмигрировал в Швейцарию. Участвовал в распространении газеты «Искра» как агент, ведающий транспортировкой газеты в Россию; член администрации Заграничной лиги русской революционной социал-демократии. После 2-го съезда РСДРП (1903) вступил в ряды большевиков, хотя, по его признанию, личные симпатии связывали его тогда с оказавшимися в числе меньшевиков Л. Д. Троцким, П. Б. Аксельродом, В. И. Засулич, Ю. О. Мартовым.
Весной 1904 года нелегально приехал в Россию, ездил по стране по партийным делам. Был членом Рижского, Северо-западного комитетов партии и Бюро комитетов большинства.

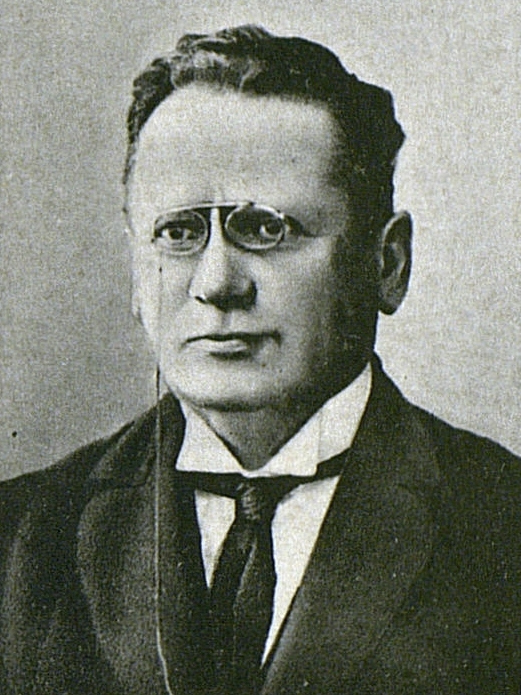
М. М. Литвинов. 1905

Делегат III съезда РСДРП (1905); участвовал в организации первой легальной большевистской газеты «Новая жизнь» в Петербурге: отвечал за издательскую деятельность газеты, которую формально издавала М. Ф. Андреева, а руководил работой Максим Горький.
Издательство находилось в доме Лопатина; в ноябре-декабре 1905 года в нём практически ежедневно бывал В. И. Ленин.

### Поставки оружия и участие в экспроприациях
Во время революции 1905—1907 годов Литвинов занимался закупкой и поставкой в Россию оружия для революционных организаций. Для этого с помощью Камо и нескольких других кавказских товарищей он организовал в Париже специальное бюро. Летом 1905 года на острове Нарген близ Ревеля Литвинов подготовил встречу английского парохода «Джон Графтон» с грузом оружия и взрывчатых веществ. Пароход не дошёл до места назначения, так как наскочил на мель. В 1906 году, закупив большую партию оружия для кавказских революционеров, Литвинов с помощью македонского революционера Наума Тюфекчиева доставил его в Варну. Для дальнейшей перевозки оружия по Чёрному морю на Кавказ он купил в Фиуме яхту. Однако отправленная им яхта из-за шторма села на мель у румынского берега, команда разбежалась, а оружие было растащено румынскими рыбаками. Эти два случая стали известны из-за крушения судов, однако сколько кораблей с оружием дошли до места назначения, остаётся неизвестным.
С 1907 года Литвинов жил в эмиграции. В 1907 году он был секретарём делегации РСДРП на международном социалистическом конгрессе в Штутгарте. В 1908 году арестован во Франции в связи с делом о разбойном нападении в Тифлисе, совершённом Камо в 1907 году (пытался разменять купюры, похищенные во время ограбления). Франция выслала его в Великобританию.

### Начало международной деятельности
В Лондоне Литвинов прожил десять лет. При содействии директора лондонской библиотеки Чарльза Райта он получил работу в издательской компании «Уильямс энд Норгейт» (англ. Williams and Norgate). В 1912 году жил в Лондоне в доме № 30 по Харрингтон-стрит. Был секретарём лондонской группы большевиков и секретарём Герценовского кружка.
В июне 1914 года стал представителем ЦК РСДРП в Международном социалистическом бюро. В феврале 1915 года выступал от имени большевиков на международной социалистической конференции в Лондоне.

## После Октябрьской социалистической революции

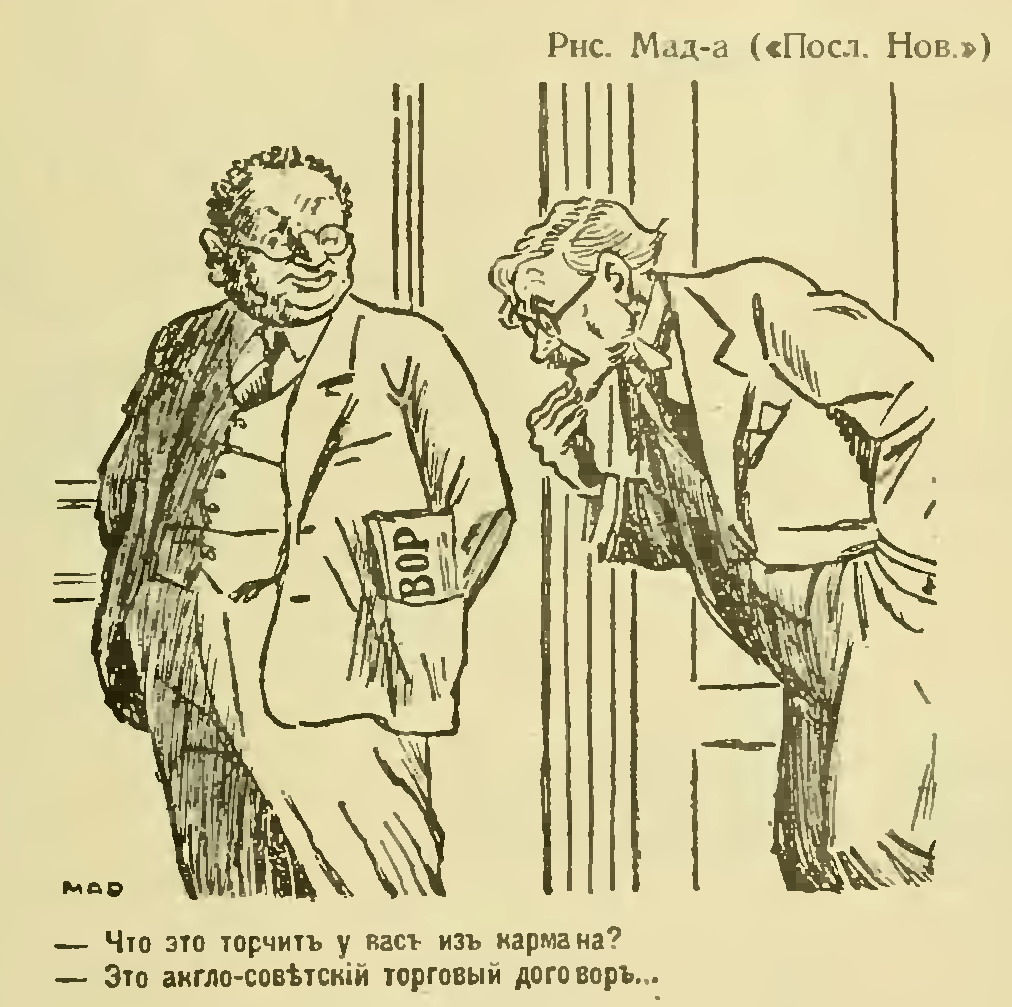
Карикатура на Литвинова из русской эмигрантской газеты 1930-х годов

Революция 1917 года застала М. М. Литвинова в Лондоне. С января по сентябрь 1918 года он был дипломатическим представителем Советской России в Великобритании (с января уполномоченный НКИД, с июня полпред РСФСР).
Первоначально Британское правительство не признало полномочий Литвинова официально, но поддерживало с ним неофициальные контакты, выделив для этого одного из чиновников МИДа Рекса Липера. Через него Литвинов мог передавать министру иностранных дел Бальфуру всё, что сочтёт необходимым.
Когда в январе 1918 года английское правительство решило направить в Советскую Россию в качестве своего представителя Роберта Брюса Локкарта, он поспешил войти в контакт с Литвиновым и встретился с ним в ресторане. По просьбе их общего друга Ф. А. Ротштейна Литвинов написал для Локкарта рекомендательное письмо к Троцкому следующего содержания:

Товарищу Троцкому, народному комиссару иностранных дел.
Дорогой товарищ,

податель сего, мистер Локкарт отправляется в Россию с официальной миссией, с точным характером которой я мало знаком. Я знаю его лично как полностью честного человека, который понимает наше положение и симпатизирует нам. Я считаю его поездку в Россию полезной с точки зрения наших интересов… Ваш М. Литвинов.
Сам Литвинов вспоминал о своих отношениях с английским правительством и английской общественностью:

В этом отношении резко различаются два периода: до и после заключения Брестского мира. До заключения Брестского мира отношение ко мне официальной и неофициальной Англии было, учитывая время и обстоятельство, сравнительно благожелательно.
Литвинов попытался ликвидировать продолжавшее действовать в Лондоне старое русское посольство под руководством К. Д. Набокова, сотрудники которого не признали Советской власти и отказались работать с Троцким. Он направил к Набокову сотрудника с письмом, требуя передать ему Чешем-Хаус (здание посольства), но получил отказ.

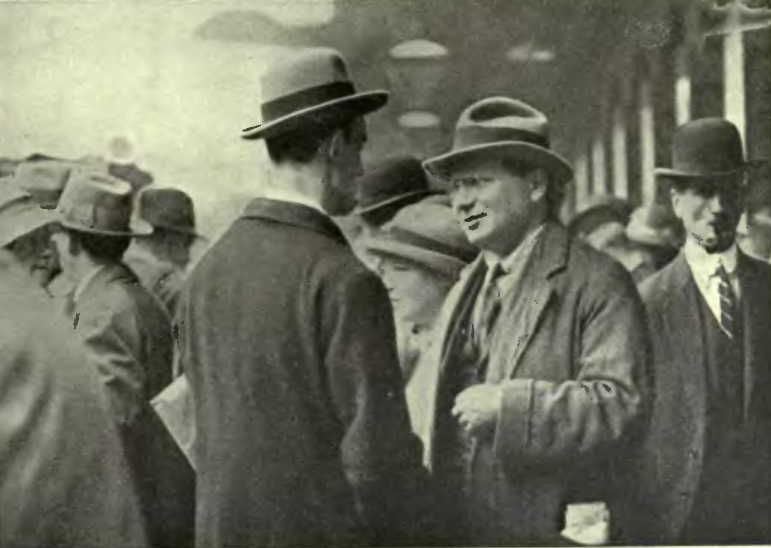
Литвинов перед депортацией из Великобритании. 1919

6 сентября 1918 года Литвинова арестовали в ответ на арест в России английского дипломата Локкарта. Проведя 10 дней в Брикстонской тюрьме, Литвинов был освобождён, а через месяц страны организовали обмен этих дипломатов.

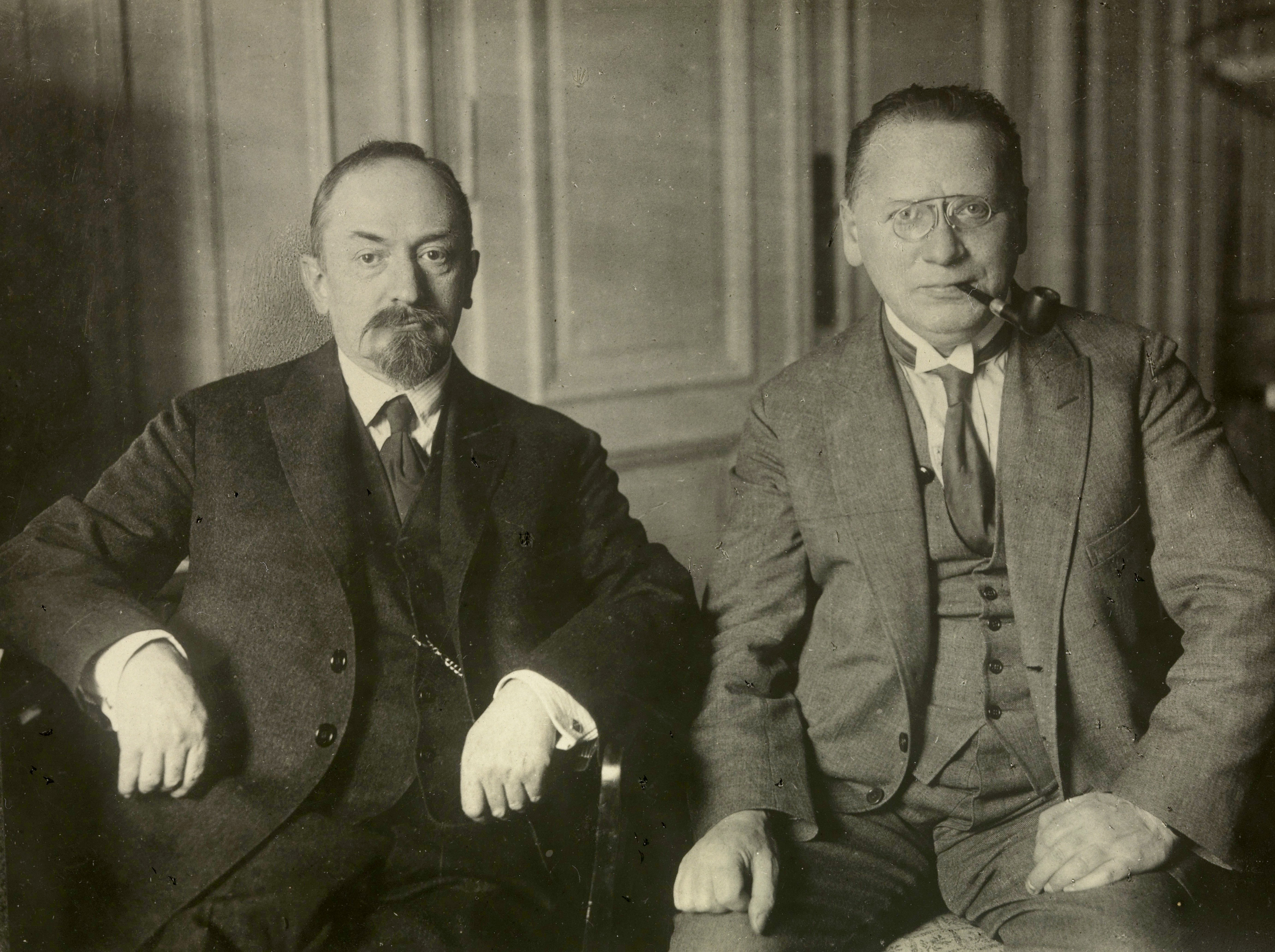
Георгий Чичерин и Максим Литвинов. 1923

### В наркомате иностранных дел
По возвращении в Россию в ноябре 1918 года Литвинов был введён в состав коллегии Наркомата иностранных дел РСФСР. В декабре 1918 года по указанию Ленина он был командирован в Стокгольм, откуда пытался установить контакты с представителями Антанты. В начале 1919 года возвратился в Москву и в марте 1919 года участвовал в переговорах с приехавшим в Советскую Россию американским представителем Уильямом Буллитом. В ноябре 1919 года Литвинов выехал в Копенгаген, где вёл переговоры с британским представителем О’Грэди, которые завершились 12 февраля 1920 года подписанием британско-советского соглашения об обмене пленными. Нарком Чичерин достаточно высоко оценивал деятельность Литвинова в Копенгагене: «его пребывание за границей имеет для нас прямо-таки неоценимое значение, он один даёт нам постоянную замечательно проницательную информацию о каждом биении пульса мировой политики». Когда в начале 1920 года Литвинов был включён в состав советской торговой миссии, направлявшейся в Великобританию, он был признан персоной нон грата и в Лондон поехать не смог. В 1920 году назначен полпредом РСФСР в Эстонии и уполномоченным Политбюро ЦК РКП(б) по золотовалютным операциям за границей.

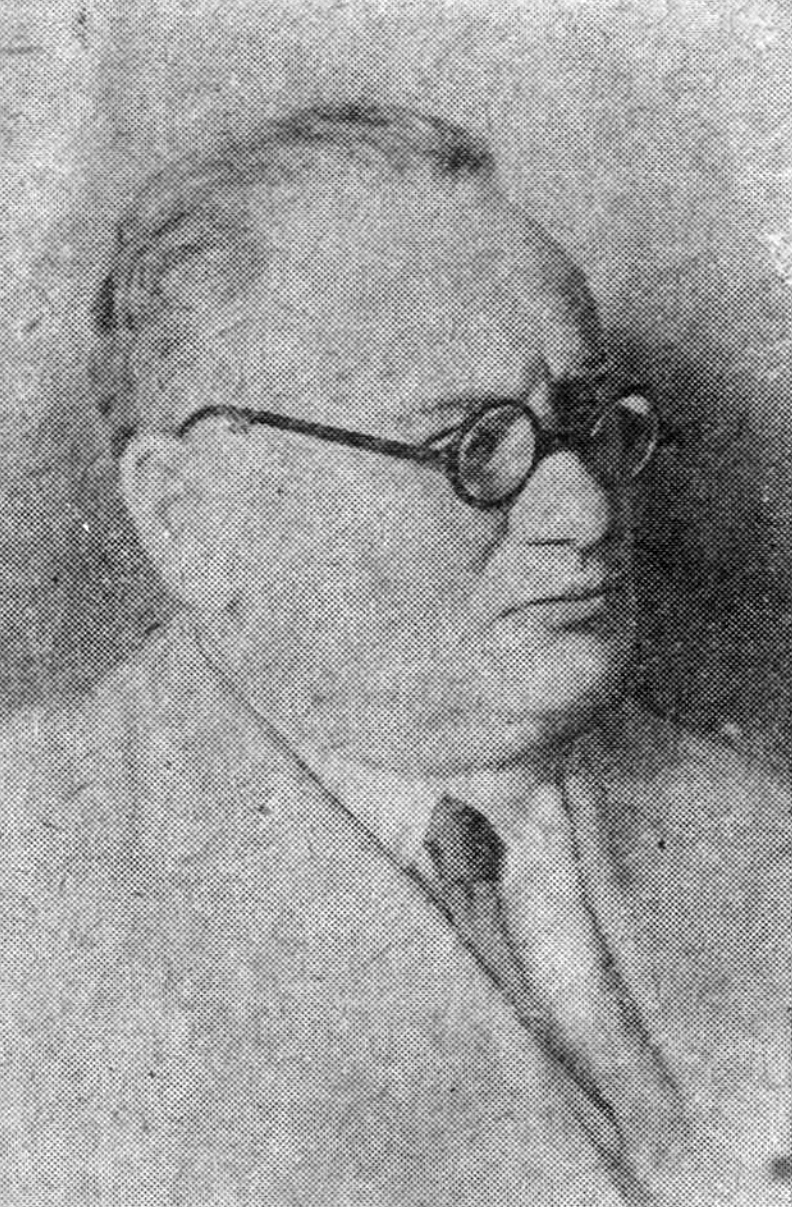
М. М. Литвинов. 1938

22 марта 1920 года назначен «…уполномоченным для решения всех вопросов, связанных с предстоящим возобновлением торговых сношений, со всеми необходимыми для сего правами, в том числе — с правом вести переговоры… производить все без исключения коммерческие, банковские, финансовые и валютные операции…».
С 10 мая 1921 по 1930 год — заместитель наркома по иностранным делам РСФСР (с 1923 года — СССР) Г. В. Чичерина. Б. Г. Бажанов, бывший секретарём Политбюро ВКП(б) в 1920-х годах, вспоминал:

Первыми вопросами на каждом заседании Политбюро обычно идут вопросы Наркоминдела. Обычно присутствует нарком Чичерин и его заместитель Литвинов. …

Чичерин и Литвинов ненавидят друг друга ярой ненавистью. Не проходит и месяца, чтобы я [не] получил «строго секретно, только членам Политбюро» докладной записки и от одного, и от другого. Чичерин в этих записках жалуется, что Литвинов — совершенный хам и невежда, грубое и грязное животное, допускать которое к дипломатической работе является несомненной ошибкой. Литвинов пишет, что Чичерин — педераст, идиот и маньяк, ненормальный субъект, работающий только по ночам, чем дезорганизует работу наркомата; к этому Литвинов прибавляет живописные детали насчёт того, что всю ночь у дверей кабинета Чичерина стоит на страже красноармеец из войск внутренней охраны ГПУ, которого начальство подбирает так, что за добродетель его можно не беспокоиться. Члены Политбюро читают эти записки, улыбаются, и дальше этого дело не идёт.

Мои отношения с Литвиновым дошли до белого каления, между тем Политбюро им дорожит, и мне остаётся только просить о назначении меня на маленькую работу в провинции, лишь бы уйти от Литвинова" (Из письма Чичерина к Ворошилову в январе 1928 года).

По совместительству Литвинов был членом коллегии наркомата Госконтроля и заместителем председателя Главконцесскома. В 1922 году входил в состав советской делегации на Генуэзской конференции. В декабре 1922 года председательствовал на конференции по разоружению в Москве, куда были приглашены Польша, Литва, Латвия, Эстония и Финляндия. В 1927—1930 годах возглавлял советскую делегацию в подготовительной комиссии Лиги Наций по разоружению.

### В должности наркома

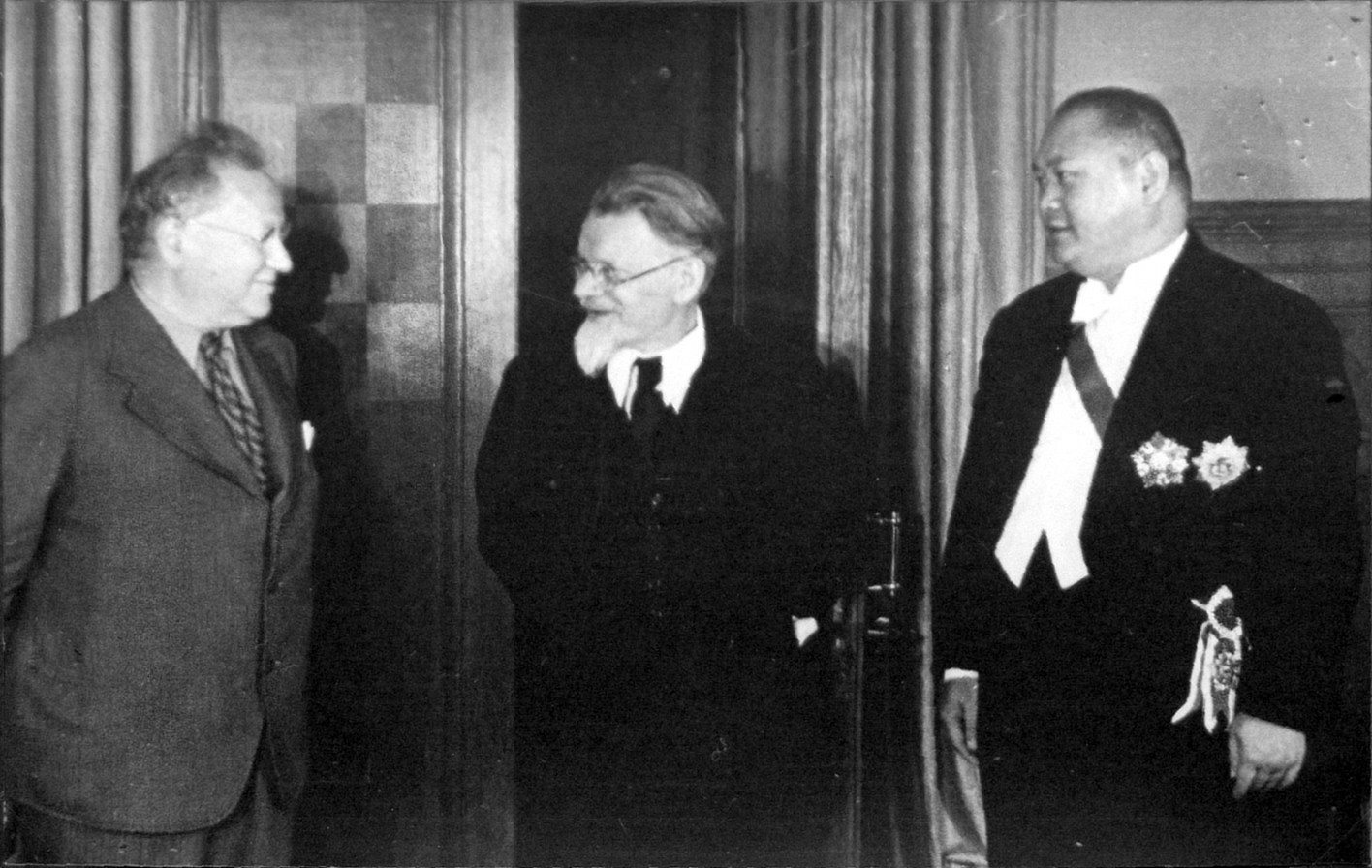
М. М. Литвинов, М. И. Калинин и посол Китайской Республики в СССР Янь Цзе.1938

В 1930—1939 годах — нарком по иностранным делам СССР.
Возглавлял советские делегации на конференции Лиги Наций по разоружению (1932), на Мирной экономической конференции в Лондоне (1933), в 1934—1938 годах представлял СССР в Лиге Наций.

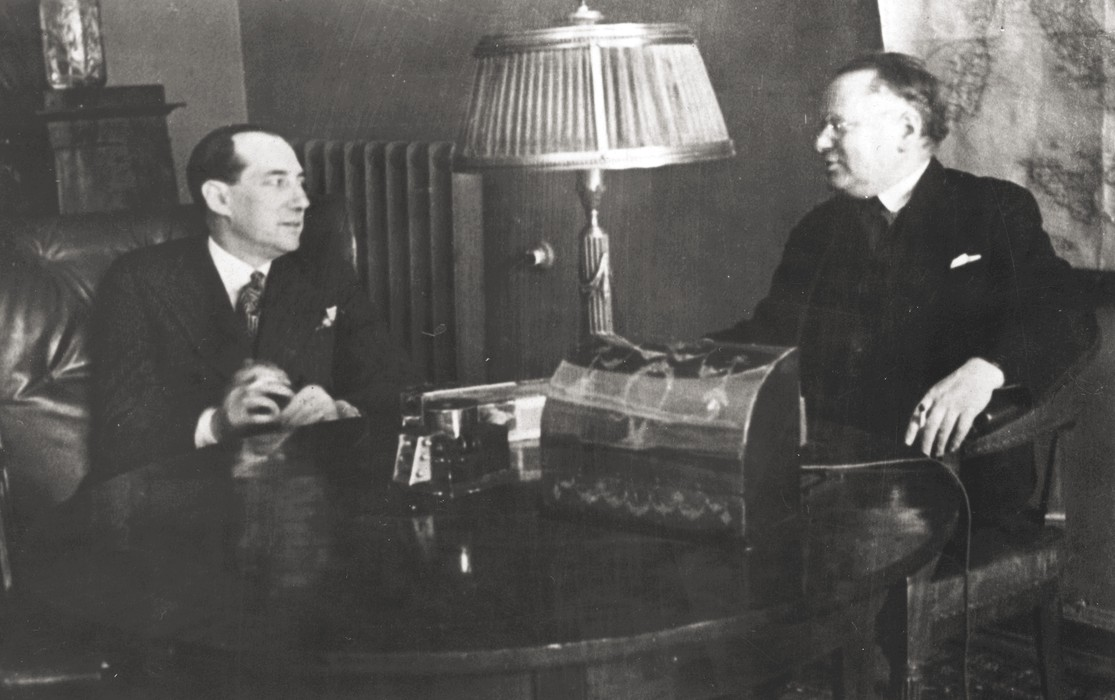
Юзеф Бек и Литвинов. 1934

Вместе со своими коллегами, министрами иностранных дел Франции Луи Барту и Чехословакии Эдвардом Бенешем (затем также президентом), был главным сторонником системы коллективной безопасности, которая бы объединяла СССР, западные демократии и центральноевропейские страны для сдерживания агрессивных планов нацистской Германии.

Я помню, как из старого состава ЦК подверглись критике Ежов, Литвинов и некоторые другие. Критика и ответ на критику носили чрезвычайно острый характер. Я думал, что Ежов действительно мощный человек, а на самом деле он оказался маленького роста, с довольно жалким лицом. Наоборот, Литвинов защищался, как лев, дело доходило до взаимных оскорблений. Его полемика с Молотовым носила явно враждебный характер.
— Георгий Попов
В конце апреля (20—27) 1939 года в Кремле состоялось правительственное совещание с участием Сталина, Молотова, Литвинова, Майского, Мерекалова и других. «Тогда, как заметил Майский, в отношениях между Сталиным и Молотовым, с одной стороны, и Литвиновым с другой, уже существовала напряжённость. В крайне возбуждённой атмосфере, в которой Сталин с трудом сохранял видимое спокойствие, <…> Молотов открыто обвинил Литвинова в политическом головотяпстве…». 3 мая, после доклада Сталину о последних событиях, связанных с англо-франко-советскими переговорами, отстранён от должности. Молотов обвинял бывшего наркома: «Литвинов не обеспечил проведения партийной линии в наркомате в вопросе о подборе и воспитании кадров, НКИД не был вполне большевистским, так как товарищ Литвинов держался за ряд чуждых и враждебных партии и советскому государству людей».

Ввиду серьёзного конфликта между председателем СНК тов. Молотовым и наркоминделом тов. Литвиновым, возникшего на почве нелояльного отношения тов. Литвинова к Совнаркому Союза ССР, тов. Литвинов обратился в ЦК с просьбой освободить его от обязанностей наркоминдела. ЦК ВКП(б) удовлетворил просьбу тов. Литвинова и освободил его от обязанностей наркома. Наркоминделом назначен по совместительству председатель СНК Союза ССР тов. Молотов.
После отставки прекратил активную политическую деятельность. В феврале 1941 года на XVIII партконференции выведен из состава ЦК.
По мнению Зиновия Шейниса, в конце 1930-х годов:

…готовился процесс против «врага народа» Максима Максимовича Литвинова. Берия на Лубянке пытал Евгения Александровича Гнедина, заведующего Отделом печати Наркоминдела. Из него выколачивали показания против Литвинова. <…> Но процесс всё откладывался. <…> Парадоксально, но факт: война спасла Литвинова.

### Возвращение на службу во время войны
С началом Великой Отечественной войны возвращён на службу. На беседе Сталина с Гопкинсом 31 июля присутствовал в качестве переводчика.
В 1941—1946 годах заместитель наркома иностранных дел СССР, одновременно в 1941—1943 годах посол СССР в США и в 1942—1943 годах посланник СССР на Кубе. Перед отъездом из США нанёс визит вице-госсекретарю США Самнеру Уэллесу, во время которого критиковал Сталина за непонимание Запада, советскую систему за негибкость, и особенно своего преемника на должности наркома иностранных дел Вячеслава Молотова.
В сентябре 1943 возглавил новосозданную при Народном комиссариате иностранных дел СССР Комиссию по вопросам мирных договоров и послевоенного устройства. С 1946 года в отставке.
В конце 1951 года перенёс очередной инфаркт и скончался 31 декабря. Его сын, Михаил Литвинов, рассказывал журналисту Леониду Млечину: «Отец последние месяцы лежал неподвижно, — после инфаркта рядом с ним неотлучно находилась медицинская сестра». Похоронен на Новодевичьем кладбище.

## Планы убийства Литвинова

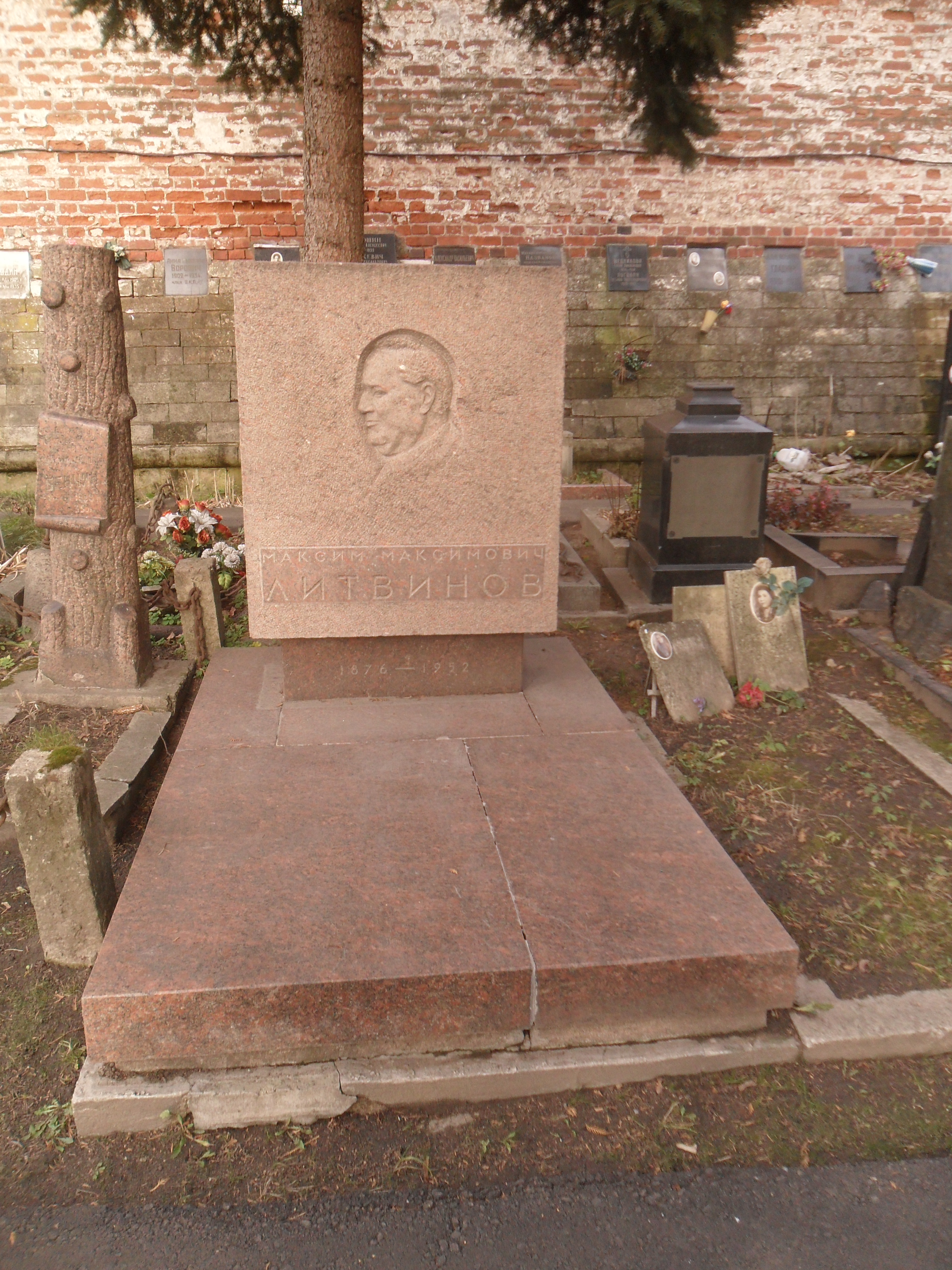
Могила Максима Литвинова на Новодевичьем кладбище в Москве

Как описывает В. М. Бережков в мемуарах, в личной беседе соратник Сталина Анастас Микоян рассказал ему об отношении вождя к Литвинову и, в частности, о факте ведения им слишком свободных бесед с иностранцами, о чём стало известно Политбюро:

Мы перехватили запись его беседы с американским корреспондентом, явным разведчиком, который пишет, что встречался с Литвиновым… [в 1944 г.] к нему приехал американский корреспондент и описывает: мы сидели у камина, Литвинов со мной очень откровенно говорил…

Возможно, рассказывая о «смерти Литвинова», он перепутал его с Соломоном Михоэлсом — по поводу гибели последнего тогда была распространена версия об автомобильной катастрофе, а Литвинов и Михоэлс были дружны:

Мои родители были в дружеских отношениях с Литвиновым, во время пребывания Михоэлса в США Литвинов находился там как посол Советского Союза. В сорок шестом году они снова встретились в санатории в Барвихе и в тот период особенно сблизились…

Он утверждал, что сам Сталин якобы приказал устроить смерть Литвинова в автокатастрофе в наказание за то, что последний дал советы американским дипломатам по более жёсткому ведению переговоров с СССР в последние годы Второй мировой войны.

— У Сталина была причина расправиться с Литвиновым, — продолжал Микоян. — В последние годы войны, когда Литвинов был уже фактически отстранён от дел и жил на даче, его часто навещали высокопоставленные американцы, приезжавшие тогда в Москву и не упускавшие случая по старой памяти посетить его. Они беседовали на всякие, в том числе и на политические, темы.
В одной из таких бесед американцы жаловались, что советское правительство занимает по многим вопросам неуступчивую позицию, что американцам трудно иметь дело со Сталиным из-за его упорства. Литвинов на это сказал, что американцам не следует отчаиваться, что неуступчивость эта имеет пределы и что если американцы проявят достаточную твёрдость и окажут соответствующий нажим, то советские руководители пойдут на уступки. Эта, как и другие беседы, которые вёл у себя на даче Литвинов, была подслушана и записана. О ней доложили Сталину и другим членам политбюро. Я тоже её читал. Поведение Литвинова у всех нас вызвало возмущение. По существу, это было государственное преступление, предательство. Литвинов дал совет американцам, как им следует обращаться с советским правительством, чтобы добиться своих целей в ущерб интересам Советского Союза. Сперва Сталин хотел судить и расстрелять Литвинова. Но потом решил, что это может вызвать международный скандал, осложнить отношения между союзниками, и он до поры до времени отложил это дело. Но не забыл о нём. Он вообще не забывал таких вещей. И много лет спустя решил привести в исполнение свой приговор, но без излишнего шума, тихо. И Литвинов погиб в автомобильной катастрофе…

По некоторым данным, группой Судоплатова под руководством Берии велось планирование убийства Литвинова наряду с рядом других людей (хотя всё же не было осуществлено). В своих воспоминаниях Хрущёв написал:

Таким же образом хотели организовать убийство Литвинова. Когда подняли ряд документов после смерти Сталина и допросили работников МГБ, то выяснилось, что Литвинова должны были убить по дороге из Москвы на дачу. Есть там такая извилина при подъезде к его даче, и именно в этом месте хотели совершить покушение. Я хорошо знаю это место, потому что позднее какое-то время жил на той самой даче. К убийству Литвинова имелось у Сталина двоякое побуждение. Сталин считал его вражеским, американским агентом, как всегда называл все свои жертвы агентами, изменниками Родины, предателями и врагами народа. Играла роль и принадлежность Литвинова к еврейской нации.

В сборнике документов «Реабилитация: как это было» приводится ответ Отдела административных органов ЦК КПСС от 1966 года на ходатайствование о реабилитации Судоплатова и Эйтингона со следующей информацией:

По этому вопросу Берия в августе 1953 г. показал: «… до начала войны мною Церетели намечался на работу в специальную группу, которую возглавлял Судоплатов, для осуществления специальных заданий, то есть избиения, тайного изъятия лиц, подозрительных по своим связям и действиям. Так, например, имелось в виду применить такую меру, как уничтожение Литвинова, Капицы. В отношении режиссёра Каплера намечалось крепко избить его… В эту группу были привлечены мной особо доверенные лица».

Подтверждается информация о планировании убийства Литвинова и в записке Комиссии Президиума ЦК КПСС под председательством Н. М. Шверника о результатах работы по расследованию причин репрессий и обстоятельств политических процессов 1930-х годов (1963):

В 1940 году подготавливалось тайное убийство бывшего наркома иностранных дел СССР Литвинова.

## Семья
Жил в фактическом браке с Фридой Ямпольской — соратницей по революционной деятельности.
В 1916 году женился на Айви Лоу (англ. Ivy Low, 1889—1978), дочери еврейских революционных эмигрантов из Венгрии, писательнице, работавшей под фамилией мужа (Айви Литвинов). Айви Лоу преподавала английский язык в Военной академии им. М. Фрунзе. В 1972 году выехала в Англию, где и скончалась. Всю жизнь сохраняла подданство Великобритании.
У М. М. Литвинова и А. Лоу было двое детей:
- Сын — Михаил, окончил мехмат МГУ (1941), математик и инженер,
  - Внук — Павел Литвинов, активный участник диссидентского движения в СССР, участник «демонстрации семерых» на Красной площади 25 августа 1968 года.
    - Правнук Дмитрий Литвинов — гражданин США и Швеции, пресс-секретарь Greenpeace (29 сентября 2013 года был арестован на два месяца при попытке проведения протестной акции на нефтеплатформе «Приразломная»[6]).

  - Внучка — Нина Михайловна Литвинова, зоолог беспозвоночных, специалист по офиурам.
- Дочь — Татьяна, известная переводчица.
  - Внучка — Маша Слоним (Мария Ильинична Филлимор) — британская и российская журналистка.
  - Внучка — Вера Чалидзе (жена правозащитника Валерия Чалидзе), вместе с сестрой работала в Русской службе Би-Би-Си[34].

## Награды
- орден Ленина (16 июля 1936)[35]
- орден Трудового Красного Знамени (5 ноября 1945)
- медали

## Память

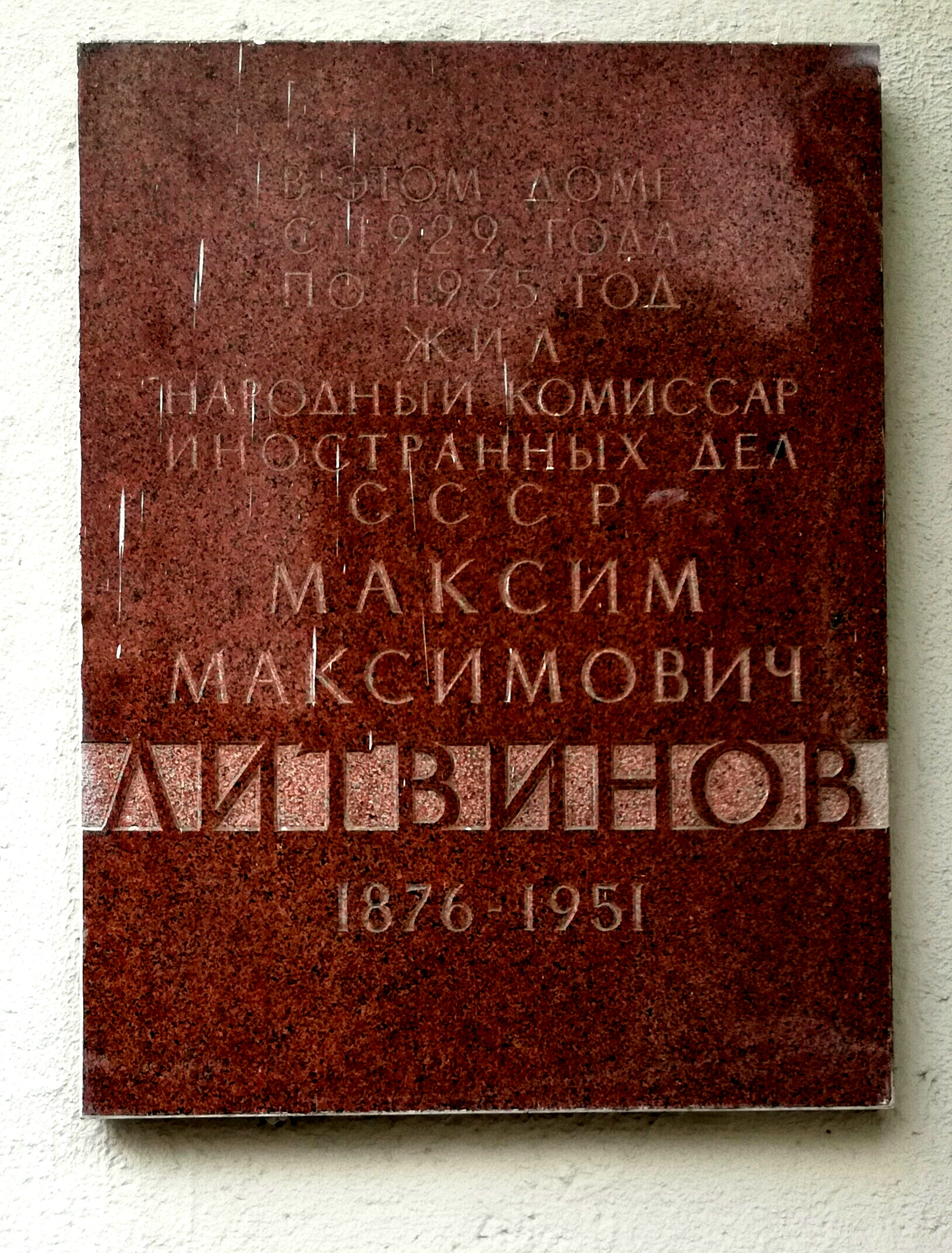
Доска памяти по адресу Хоромный тупик 2/6

Именем Максима Литвинова назван теплоход, построенный в 1991 году для Волго-Донского пароходства.
В Москве на доме, где жил Литвинов (Хоромный тупик 2/6), установлена мемориальная доска.
В 1955 году в Нью-Йорке был издан так называемый «дневник Литвинова» под заголовком «Notes for a Journal». Некоторые исследователи считают его подделкой. Однако, учитывая огромную трудоемкость создания такого текста, довольно трудно понять, для чего она могла понадобится. В 2020-е годы дневник впервые издан в России («Записки для дневника М. М. Литвинова», «Издательство Директ-Медиа», 2023, 424 стр.).

## Киновоплощения
- Оскар Хомолка («Миссия в Москву», 1943)
- Павел Молчанов («Москва — Генуя», 1964)
- Николай Ерёменко (младший) («Побег из тюрьмы», 1977)
- Константин Перепелица («Государственная граница. Восточный рубеж», 1982)
- Леонид Броневой («Чичерин», 1986)
- Кшиштоф Печиньский («Гарет Джонс», 2019)
- Александр Клюквин («Волк», 2020)

## Сочинения
- Как работает комиссариат мира. — Ижевск, 1925.
- В борьбе за мир. — М., 1928.
- За всеобщее разоружение. — М., 1928
- Против войн за всеобщее разоружение. — М.—Л.,1928.
- Международное положение СССР. — М.—Л., 1929
- Мирная политика советов. — М.—Л., 1929.
- Международная политика советского правительства. — М.—Л., 1930.
- Речь т. Литвинова на конференции по разоружению. — Воронеж, 1932.
- Все силы — на борьбу с поджигателями войны. — Самара, 1934.
- Советский Союз — за сохранение всеобщего мира. — Сталинград, 1934.
- Советский Союз — за сохранение всеобщего мира. — Л., 1934.
- Советский Союз — за сохранение всеобщего мира. — Воронеж, 1934.
- Советский Союз — за сохранение всеобщего мира. — Иваново, 1934.
- Советский Союз — за сохранение всеобщего мира. — Ростов на Дону, 1934.
- Советский Союз — за сохранение всеобщего мира. — Хабаровск, 1934.
- СССР в борьбе за мир. — М.: Партиздат, 1934.
- СССР в борьбе за мир. — Ташкент, 1934.
- СССР в борьбе за мир. — Горький, 1934.
- СССР в борьбе за мир. — Иркутск, 1934.
- СССР в борьбе за мир. — Новосибирск, 1934.
- Товарищ Литвинов о международном положении. — Самара, 1934.
- Внешняя политика СССР. — М., 1935.
- СССР — могучий оплот всеобщего мира. — М.: Партиздат, 1936.
- Внешняя политика СССР. — М., 1937.
- Речь на собрании избирателей Ленинграда. — М., 1937.
- За мир — против войны. — М., 1938.
- К современному международному положению. — М., 1938; Л., 1938.
- В борьбе за мир: Речи. — М.: Партиздат, 1938.
- Против агрессии. — М., 1938.